# Посёлок санатория «Озеро Белое»
Посёлок санато́рия «О́зеро Бе́лое» — посёлок в муниципальном округе Шатура Московской области. Расположен в юго-восточной части Московской области на берегу Белого озера. День посёлка приурочен к празднованию дня шахтёра, и отмечается в конце августа.
Население — 1115 человек (2010).

## Название
Посёлок назван по санаторию «Озеро Белое», при котором он расположен. Среди местных жителей также распространено наименование Норильск.

## Физико-географическая характеристика

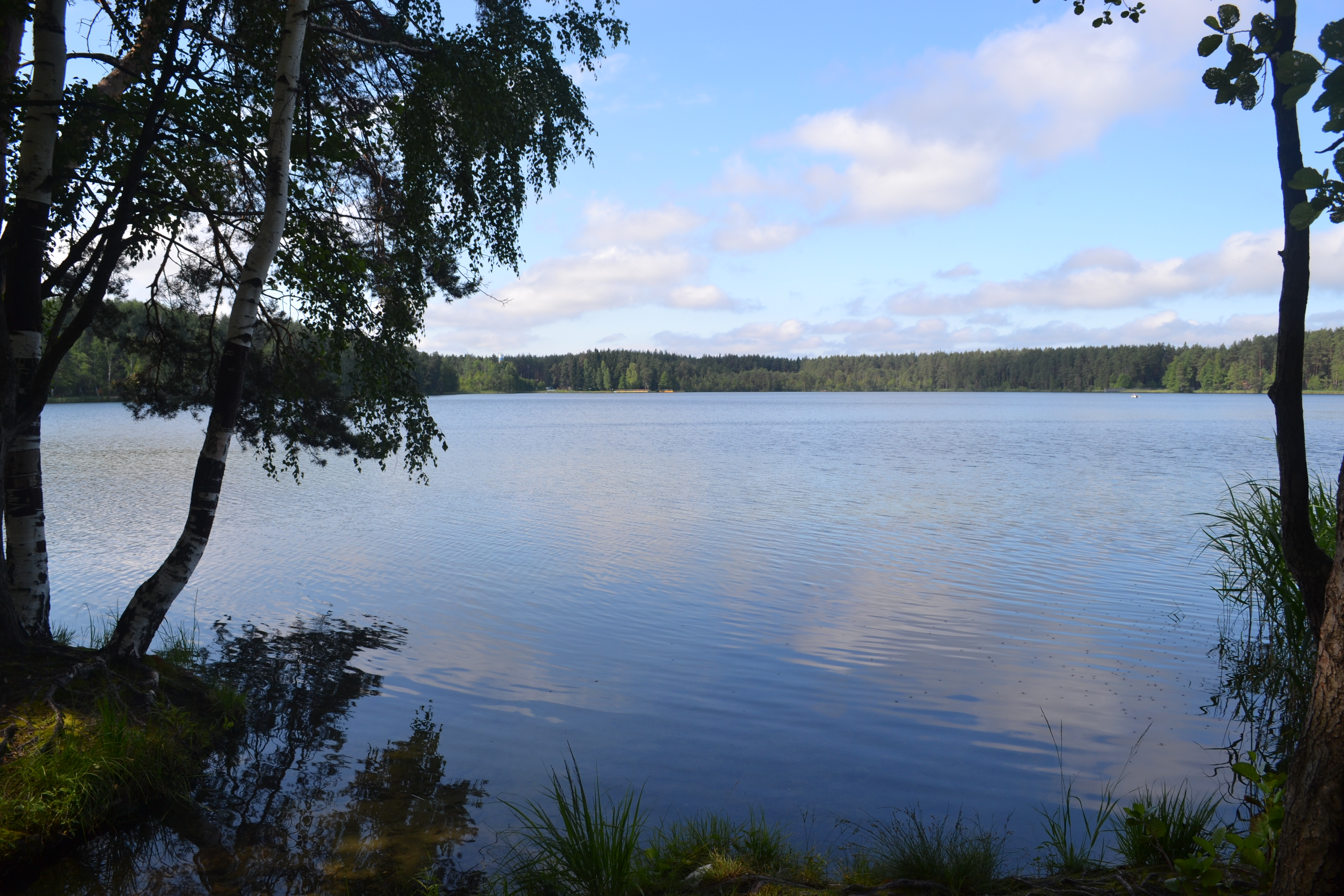
Белое озеро (Дубасовское)

Посёлок расположен в пределах Мещёрской низменности, относящейся к Восточно-Европейской равнине, на высоте 120 м над уровнем моря. Рельеф местности равнинный. К югу от посёлка расположен государственный природный заказник «Озеро Белое близ д. Дубасово и прилегающие леса», площадью 150 га. Белое озеро — единственное в области место произрастания полушника щетинковидного, занесённого в Красные книги России и Московской области. Также здесь встречаются редкие растения росянка и лютик стелющийся.
По автомобильной дороге расстояние до МКАД составляет около 162 км, до районного центра, города Шатуры, — 59 км, до ближайшего города Спас-Клепики Рязанской области — 22 км, до границы с Рязанской областью — 6 км. Ближайший населённый пункт — деревня Югино, расположенная в 300 м к северу от посёлка.
Посёлок находится в зоне умеренно континентального климата с относительно холодной зимой и умеренно тёплым, а иногда и жарким, летом. В окрестностях посёлка распространены дерново-подзолистые почвы с преобладанием суглинков и глин.
В посёлке, как и на всей территории Московской области, действует московское время.

## История
В конце 1960-х годов на берегу Белого озера был образован пионерский лагерь.
В 1968 году руководством города Норильск было принято решение о строительстве санаторно-курортного комплекса в Московской области. По рекомендации М. Д. Никишина, работавшего инженером по транспорту в Московской конторе Норильского комбината, местом для строительства санатория было выбрано Белое озеро. В 1974 году были построены первые жилые дома. С 1979 по 1985 гг. на северо-западном берегу озера велось строительство санатория «Озеро Белое».
Новообразованный посёлок входил в состав Пышлицкого сельсовета. В феврале 1992 года из Пышлицкого сельсовета выделен Белоозёрский сельсовет с центром в посёлке. В 1994 году в соответствии с новым положением о местном самоуправлении в Московской области Белоозёрский сельсовет был преобразован в Белоозёрский сельский округ. В 2004 году Белоозёрский сельский округ был упразднён, а его территория включена в Пышлицкий сельский округ.
В феврале 2004 год санаторий был продан мэрии и правительству города Москвы.
В 2005 году образовано Пышлицкое сельское поселение, в которое вошёл посёлок санатория «Озеро Белое».
В 2017 году посёлок Санатория Озеро Белое вошёл в состав городского округа Шатура в связи с упразднением Шатурского района.

## Демография
| 2002 | 2006  | 2010  |
| ---- | ----- | ----- |
| 1271 | ↘1231 | ↘1115 |

По результатам переписи населения 2002 года в посёлке проживало 1271 человек (582 муж., 689 жен.), по переписи 2010 года — 1175 человек (499 муж., 626 жен.), из которых трудоспособного возраста — 687 человек, старше трудоспособного — 308 человек, моложе трудоспособного — 120 человек.
Жители посёлка по национальности в основном русские, киргизы (по переписи 2002 года — 80 %).

## Социальная инфраструктура
В посёлке имеются магазины, дом культуры и библиотека, а также дополнительный офис «Сбербанка России». Медицинское обслуживание жителей посёлка обеспечивают Белоозёрская амбулатория, Коробовская участковая больница и Шатурская центральная областная больница. Ближайшее отделение скорой медицинской помощи расположено в Дмитровском Погосте. В посёлке функционирует начальная школа-детский сад. Среднее образование жители посёлка получают в Пышлицкой средней общеобразовательной школе.
В посёлке имеется футбольная команда «Озеро Белое».
Пожарную безопасность в посёлке обеспечивают пожарные части № 275 (пожарный пост в деревне Евлево) и № 295 (пожарные посты в посёлке санатория «Озеро Белое» и селе Пышлицы).
Посёлок электрифицирован и газифицирован. Имеется центральное водоснабжение и отопление котельной.
Для захоронения умерших жители посёлка санатория «Озеро Белое», как правило, используют кладбище, расположенное около посёлка.
Самым крупным учреждением посёлка является Санаторный комплекс «Озеро Белое».

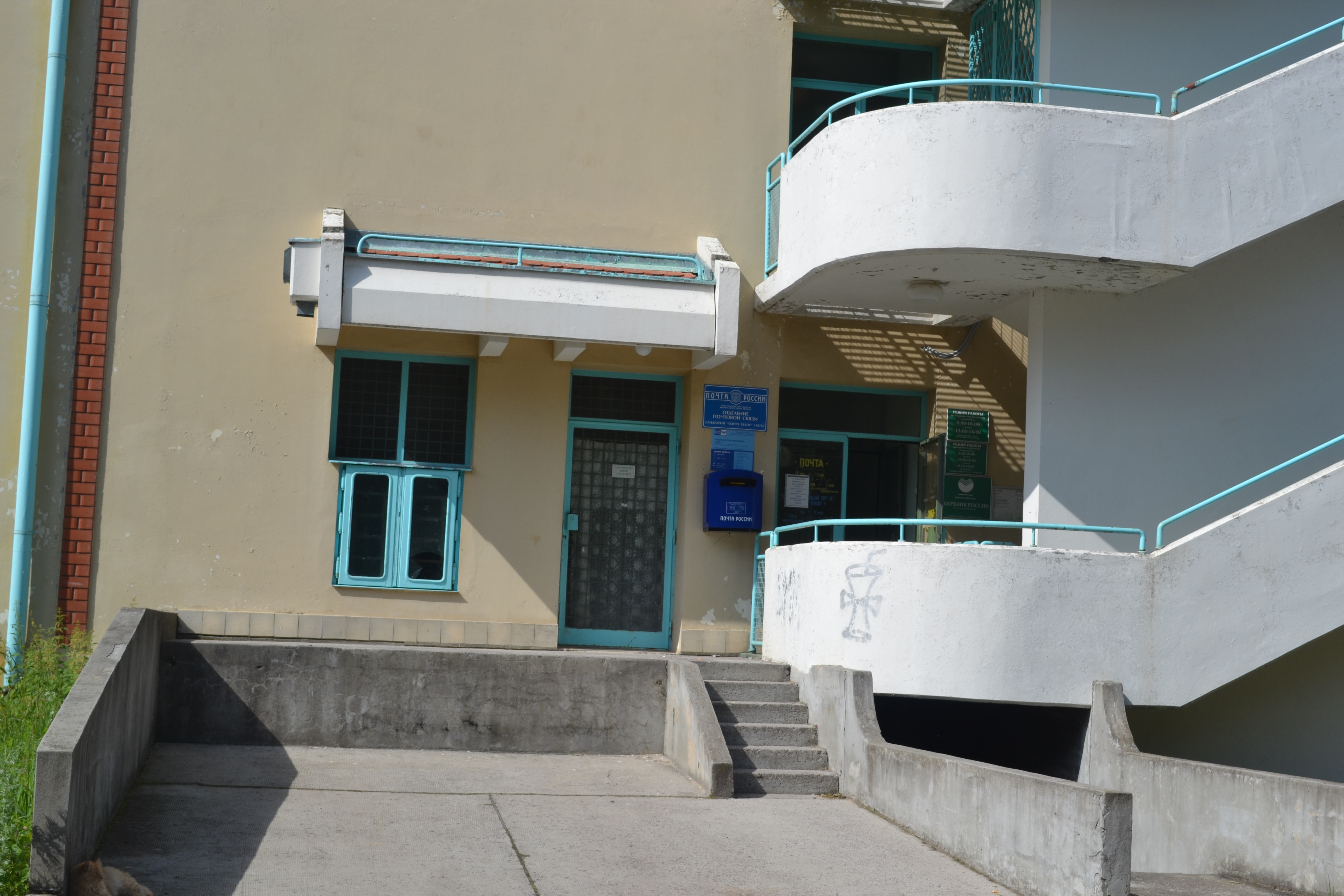
Отделение почты и офис Сбербанка в посёлке
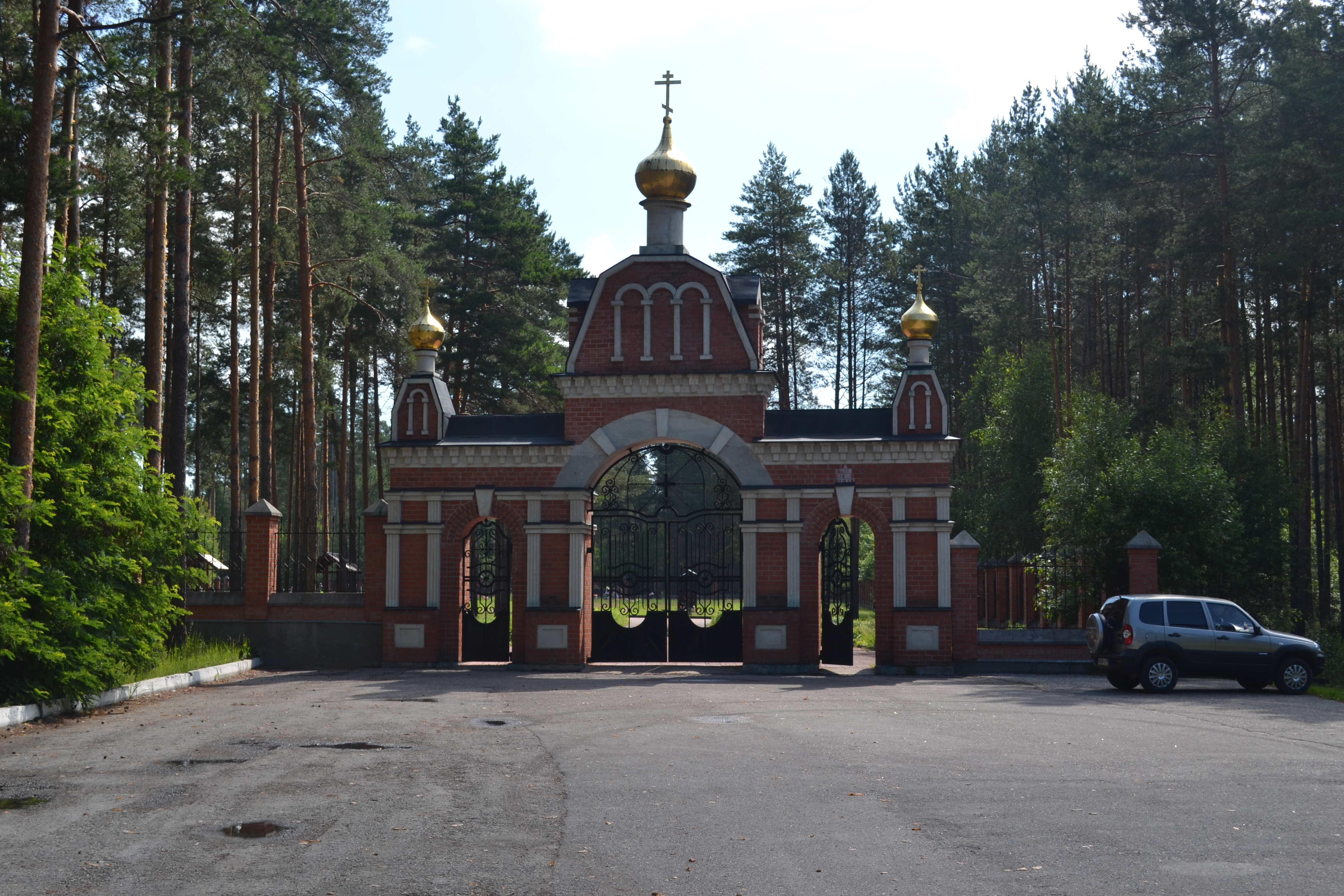
Кладбище рядом с посёлком
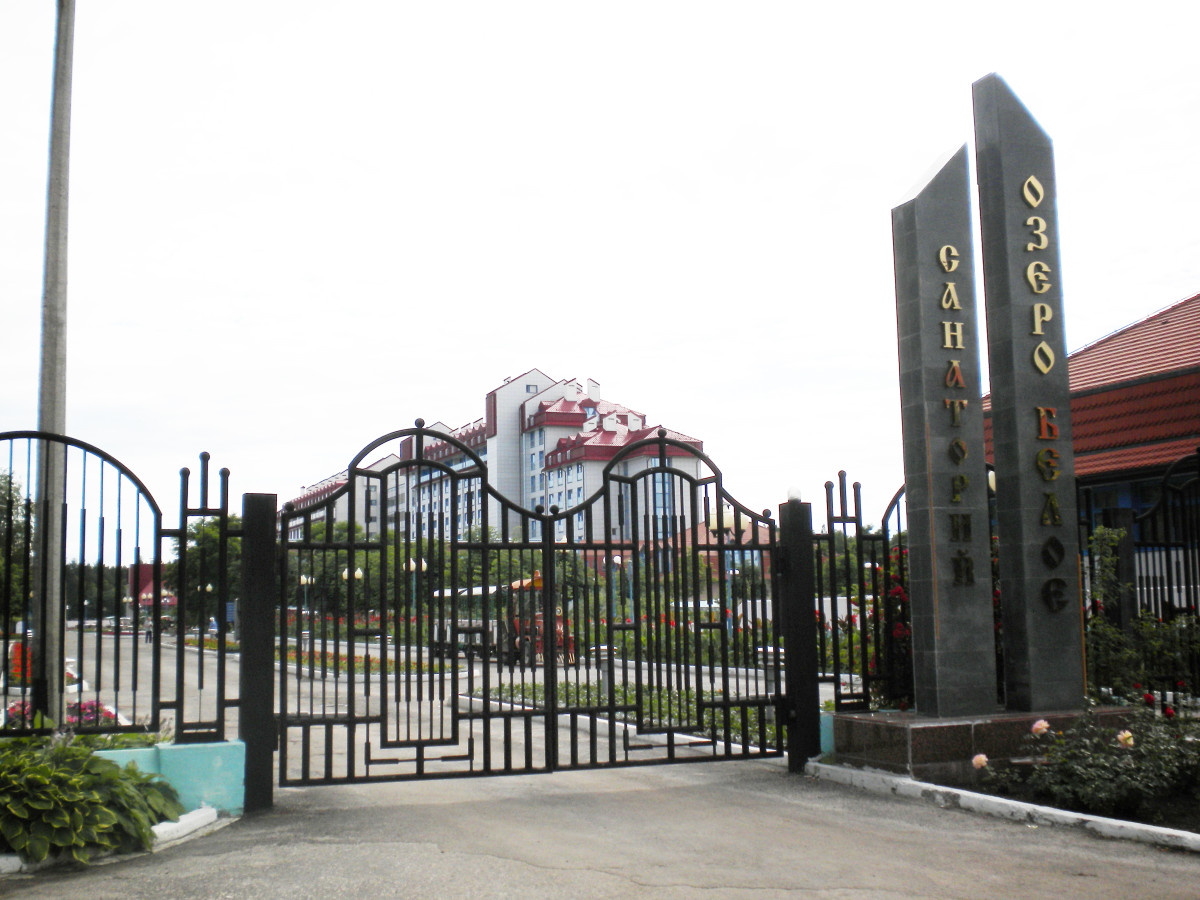
Санаторий «Озеро Белое»

## Транспорт и связь
В 1,5 километрах к юго-востоку от посёлка проходит автомобильная дорога регионального значения Р105 (Егорьевское шоссе), на которой имеются остановочные пункты маршрутных автобусов «Озеро Белое» и «Дубасово». В 500 метрах к востоку от посёлка — асфальтированная автомобильная дорога общего пользования Дубасово-Сычи-Пышлицы с остановочным пунктом «Норильская».
Посёлок связан автобусным сообщением с центром городского округа — городом Шатурой и станцией Кривандино (маршруты № 130 и № 579), селом Дмитровский Погост и деревней Гришакино (маршрут № 40), а также с городом Москвой (маршрут № 328). Кроме того, по Егорьевскому шоссе проходят несколько маршрутов до города Москвы. Ближайшая железнодорожная станция Кривандино Казанского направления находится в 49 км по автомобильной дороге.
В посёлке доступна сотовая связь (2G и 3G), обеспечиваемая операторами «Билайн», «МегаФон» и «МТС».
В посёлке работает отделение почтовой связи ФГУП «Почта России», обслуживающее жителей посёлка и ближайших к нему населённых пунктов.